# Jackass: Volume 2
Jackass: Volume 2 är en köp-DVD med höjdpunkter ur den andra säsongen av den amerikanska TV-serien Jackass som visades på MTV.

## Scener
- Intro
- The Cup Test
- Plunger Wake Up
- Fighting Hockey Players
- San Francisco Snowboarding
- The Worm Trick
- Party Boy
- Jai Alai
- Snake River BMX
- Broken Arm
- Cow Insemination
- Punt Return
- Lawn Trap
- American Werewolf
- The Loop
- Bam's Second Day
- Butt Piercing
- Boxing
- Antiquing
- Red Wagon
- Bikini Wax
- Human Bullseye
- Bucket Cars
- Rolling Stone Cover Shoot
- Human Bowling
- The Fire Hose
- Stilt Boxing
- Straight Jacket
- Blindfolded Skateboarding
- Blackhead [:47]
- Big Wheel Craze 2
- Skateboard Ramp
- The Matador
- Bobbing for Jellyfish
- High Dive 2
- Ice Blocking